# Tòa nhà Trắng (Phnôm Pênh)
Tòa nhà Trắng (tiếng Khmer: អគារស), ban đầu mang tên Căn hộ Đô thành, là một tòa chung cư lớn và nổi bật ở thủ đô Phnôm Pênh của Campuchia, một trong những tòa nhà trong khu phát triển Bassac. Tòa nhà Trắng nằm trên Đại lộ Samdach Sothearos gần sông Bassac, một dự án mở rộng đô thị lớn được xây dựng trên đất khai hoang vào đầu thập niên 1960. Các chuyên gia tư vấn của Liên Hợp Quốc Gérald Hanning và Vladimir Bodiansky đã giới thiệu khái niệm về tòa nhà, một cấu trúc kiến trúc cao 450 mét (1.480 ft), lấy cảm hứng trực tiếp từ các thiết kế AT.BAT trước đây được xây dựng ở Maroc. Lu Ban Hap, khi đó là Kiến trúc sư trưởng Đô thành Phnôm Pênh, chịu trách nhiệm giám sát công trường. Tòa nhà Trắng được thiết kế để làm nơi ở cho những người thuê nhà có thu nhập trung bình và được nhiều nghệ sĩ áp dụng, những người nhận thấy thiết kế sáng tạo hấp dẫn. Với Tòa nhà Xám gần đó, do Vann Molyvann thiết kế, ban đầu được xây dựng dành riêng cho các vận động viên tham gia sự kiện thể thao quốc tế GANEFO (Đại hội Thể thao Lực lượng Không liên kết) năm 1964. Sau nhiều năm bị bỏ quên và xuống cấp kể từ khi Khmer Đỏ sụp đổ, Tòa nhà Trắng đã bị chính quyền hiện tại phá hủy vào năm 2017.
Tòa nhà bao gồm sáu khối xây dựng bằng bê tông, cao ba hoặc bốn tầng, được nối với nhau bằng các cấu trúc cầu hở, dọc theo một cột sống chịu tải kép. Nó bao gồm cửa hàng và văn phòng bác sĩ cũng như 468 căn hộ. Những người thuê nhà chạy trốn trong nạn diệt chủng Campuchia vào thập niên 1970. Sau khi Khmer Đỏ thất bại vào năm 1979, Tòa nhà Trắng liền bị những người thuê nhà cũ và nhóm dân lấn chiếm bất hợp pháp dọn vào ở. Khu nhà này dần dần suy tàn và được nhiều người biết đến vì sự nghèo đói, sử dụng ma túy và mại dâm. Dân số nơi đây vào năm 2015 là khoảng 2.500 người.
Theo chính quyền thành phố, tòa nhà này đã có dấu hiệu xuống cấp về cấu trúc và không đảm bảo an toàn được nữa. Những người thuê nhà sử dụng các phòng có trần cao để làm thêm gác xép và ban công được bao bọc, che khuất thiết kế của tòa nhà một thời sơn màu trắng và cũng tăng thêm trọng lượng cho toàn bộ công trình. Vết nứt xuất hiện vào năm 2015 sau khi xây dựng trên lô đất liền kề.  Một số đề xuất được đưa ra nhằm phá bỏ công trình này để tái phát triển. Chính quyền thành phố bèn ban hành lệnh trục xuất vào tháng 7 năm 2015. Tuy vậy, tình trạng của tòa nhà trong vai trò là một công trình kiến trúc kiểu Tân Khmer mang tính biểu tượng đã kích thích các nỗ lực bảo tồn.
Tháng 7 năm 2017, gần 500 gia đình vẫn sống trong Tòa nhà Trắng đã chuyển đi; tòa nhà này được thay thế bằng một khu phát triển sử dụng hỗn hợp 21 tầng. Vào năm 2018, người ta tiết lộ rằng địa điểm này không phải là một tòa tháp bán lẻ và khu dân cư hỗn hợp do Nhật Bản hậu thuẫn như đã trích dẫn trước khi tòa nhà bị phá hủy, mà thay vào đó, chủ sở hữu NagaCorp dự định xây dựng một sòng bạc trị giá 3,5 tỷ đô la cho địa điểm này, được coi là sòng bạc thứ ba của họ ở Phnôm Pênh.